# Chromis ovalis
Chromis ovalis är en fiskart som först beskrevs av Steindachner, 1900.  Chromis ovalis ingår i släktet Chromis och familjen Pomacentridae. Inga underarter finns listade i Catalogue of Life.